# Fluminense Football Club (femenino)
El Fluminense Football Club es un club de fútbol femenino de la ciudad de Río de Janeiro, Brasil. Fundado en 2018, es la rama femenina del club homónimo.
Tras su fundación, desde 2019 compite en el Campeonato Brasileño - Serie A2, segunda división nacional, y en el Campeonato Carioca.

## Historia
Fluminense anunció su instauración el 11 de octubre de 2018, acción promovida por la Conmebol para que los clubes sudamericanos de primera división formaran su rama femenina.
En su primera temporada en el Campeonato Brasileño - Serie A2, el club logró llegar a los octavos de final y el subcampeonato del Campeonato Carioca Femenino.

## Palmarés
| Competición nacional     | Títulos | Subcampeonatos   |
| ------------------------ | ------- | ---------------- |
| Campeonato Carioca (0/3) |         | 2019, 2020, 2021 |